# Sergueï Bourtsev
Pour les articles homonymes, voir Bourtsev.
Sergueï Sergueïevitch Bourtsev (en russe : Сергей Сергеевич Бурцев) est un joueur russe de volley-ball né le 23 février 1989. Il mesure 1,98 m et joue passeur. Il totalise 3 sélections en équipe de Russie.

## Clubs
| Club                 | De        | À         |
| -------------------- | --------- | --------- |
| Oural Oufa           | 2009-2010 | 2009-2010 |
| Iskra Odintsovo      | 2010-2011 | 2012-2013 |
| VK Kouzbass Kemerovo | 2013-2014 | ...       |

## Palmarès
Néant.